# Система «хищник — жертва»
Система «хищник — жертва» — сложная экосистема, для которой реализованы долговременные отношения между видами хищника и жертвы, типичный пример коэволюции.
Отношения между хищниками и их жертвами развиваются циклически, являясь иллюстрацией нейтрального равновесия.

## Биологическая система
Приспособления, вырабатываемые жертвами для противодействия хищникам, способствуют выработке у хищников механизмов преодоления этих приспособлений. Длительное совместное существование хищников и жертв приводит к формированию системы взаимодействия, при которой обе группы устойчиво сохраняются на изучаемой территории. Нарушение такой системы часто приводит к отрицательным экологическим последствиям.
Негативное влияние нарушения коэволюционных связей наблюдается при интродукции видов. В частности, козы и кролики, интродуцированные в Австралии, не имеют на этом материке эффективных механизмов регуляции численности, что приводит к разрушению природных экосистем.

## Математическая модель
Допустим, что на некоторой территории обитают два вида животных: кролики (питающиеся растениями) и лисы (питающиеся кроликами). Пусть число кроликов {\displaystyle x}, число лис {\displaystyle y}. Используя Модель Мальтуса с необходимыми поправками, учитывающими поедание кроликов лисами, приходим к следующей системе, носящей имя модели Вольтерры — Лотки:
Эта система имеет равновесное состояние, когда число кроликов и лис постоянно. Отклонение от этого состояния приводит к колебаниям численности кроликов и лис, аналогичным колебаниям гармонического осциллятора. Как и в случае гармонического осциллятора, это поведение не является структурно устойчивым: малое изменение модели (например, учитывающее ограниченность ресурсов, необходимых кроликам) может привести к качественному изменению поведения. Например, равновесное состояние может стать устойчивым, и колебания численности будут затухать. Возможна и противоположная ситуация, когда любое малое отклонение от положения равновесия приведет к катастрофическим последствиям, вплоть до полного вымирания одного из видов. На вопрос о том, какой из этих сценариев реализуется, модель Вольтерры — Лотки ответа не даёт: здесь требуются дополнительные исследования.
С точки зрения теории колебаний модель Вольтерры — Лотки является консервативной системой, обладающей первым интегралом движения. Эта система не является грубой, поскольку малейшие изменения правой части уравнений приводят к качественным её изменениям динамического поведения. Однако, возможно «слегка» модифицировать правую часть уравнений таким образом, что система станет автоколебательной. Наличие устойчивого предельного цикла, свойственного грубым динамическим системам, способствует значительному расширению области применимости модели.

### Поведение модели
Групповой образ жизни хищников и их жертв радикально меняет поведение модели, придает ей повышенную устойчивость.
Обоснование: при групповом образе жизни снижается частота случайных встреч хищников с потенциальными жертвами, что подтверждается наблюдениями за динамикой численности львов и антилоп гну в парке Серенгети.

### История
Модель совместного существования двух биологических видов (популяций) типа «хищник — жертва» называется также моделью Вольтерры — Лотки.
Была впервые получена Альфредом Лоткой в 1925 году (использовал для описания динамики взаимодействующих биологических популяций).
В 1926 году (независимо от Лотки) аналогичные (и более сложные) модели были разработаны итальянским математиком Вито Вольтеррой. Его глубокие исследования в области экологических проблем создали основу математической теории биологических сообществ (математической экологии).